# Episodi di Rescue 8 (prima stagione)
La prima stagione della serie televisiva Rescue 8 è andata in onda negli Stati Uniti dal 23 settembre 1958 al 16 giugno 1959 in syndication.
| nº | Titolo originale                  | Prima TV USA      |
| -- | --------------------------------- | ----------------- |
| 1  | The Ferris Wheel                  | 23 settembre 1958 |
| 2  | 102 to Bakersfield                | 30 settembre 1958 |
| 3  | The Cliff                         | 7 ottobre 1958    |
| 4  | Subterranean City                 | 14 ottobre 1958   |
| 5  | The Cage                          | 21 ottobre 1958   |
| 6  | The Crackup                       | 28 ottobre 1958   |
| 7  | The Ammonia Trap                  | 4 novembre 1958   |
| 8  | The Chasm                         | 11 novembre 1958  |
| 9  | The Steel Mountain                | 18 novembre 1958  |
| 10 | Find That Bomb!                   | 25 novembre 1958  |
| 11 | The Cave In                       | 2 dicembre 1958   |
| 12 | The Bells of Fear                 | 9 dicembre 1958   |
| 13 | Danger! 20,000 Volts              | 16 dicembre 1958  |
| 14 | The Scrap Iron Jungle             | 23 dicembre 1958  |
| 15 | Calamity Coach                    | 30 dicembre 1958  |
| 16 | The Secret of the Mission         | 6 gennaio 1959    |
| 17 | Trail by Fire                     | 13 gennaio 1959   |
| 18 | High Hazard                       | 20 gennaio 1959   |
| 19 | Rubber Gold                       | 27 gennaio 1959   |
| 20 | Flash Flood                       | 3 febbraio 1959   |
| 21 | Initiation to Danger              | 10 febbraio 1959  |
| 22 | Disaster Town                     | 17 febbraio 1959  |
| 23 | A Handful of Vengeance            | 24 febbraio 1959  |
| 24 | Forty Five Fathoms, Dead or Alive | 3 marzo 1959      |
| 25 | Children of the Sun               | 10 marzo 1959     |
| 26 | International Incident            | 17 marzo 1959     |
| 27 | Nine Minutes to Live              | 24 marzo 1959     |
| 28 | No Trespassing                    | 31 marzo 1959     |
| 29 | Three Men in a Vault              | 7 aprile 1959     |
| 30 | Walking Death                     | 14 aprile 1959    |
| 31 | Tower of Hate                     | 21 aprile 1959    |
| 32 | Danger in Paradise                | 28 aprile 1959    |
| 33 | Hour of Rage                      | 5 maggio 1959     |
| 34 | If the Bough Breaks               | 12 maggio 1959    |
| 35 | High Pressure                     | 19 maggio 1959    |
| 36 | One More Step                     | 26 maggio 1959    |
| 37 | Left Hook to Hades                | 2 giugno 1959     |
| 38 | The Trap                          | 9 giugno 1959     |
| 39 | Death for Hire                    | 16 giugno 1959    |

## The Ferris Wheel
- Prima televisiva: 23 settembre 1958

### Trama
- Guest star: Sydney Smith (Mr. Noyes), Ray Walker (Donegal), Herman Hack (operaio), Victor Adamson (operaio edile), Rand Brooks (Tom Hickey), Jeanne Baird (Helen Hickey), Jeanne Bates (Marsha Noyes), Gina Gillespie (Lorraine Noyes), Wally West (operaio)

## 102 to Bakersfield
- Prima televisiva: 30 settembre 1958

### Trama
- Guest star: Betty Farrington (Mrs. Livingston), Dennis Moore (vice sceriffo), Rush Williams (conducente del bus), Vicky Lee (Grace Livingston), Douglas Dick (Nick Hanson), Toni Gerry (Terry), Whitey Hughes (cowboy sul Bus)

## The Cliff
- Prima televisiva: 7 ottobre 1958

### Trama
- Guest star: Sandy Sanders (Ranger), Jack Rice (Mr. Barton), Rand Brooks (Tom Hickey), Dale Van Sickel (Mack / Rescue 5), Jeanne Baird (Helen Hickey), Dennis Rush (Jim Hickey), James Beck (Chuck, Rescue 5)

## Subterranean City
- Prima televisiva: 14 ottobre 1958

### Trama
- Guest star: Brad Johnson (Buck), Ralph Votrian (Whitey), Richard Emory (vice sceriffo), Tom McKee (Fire Chief Tucker), Warren Oates (Pete), Ralph Reed (Broncho), Larry Hudson (vicesceriffo che trova Maria)

## The Cage
- Prima televisiva: 21 ottobre 1958

### Trama
- Guest star: Tyler McVey (sceriffo), Ruta Lee (Ann Dagget), Chet Stratton (Intern), William Phipps (Don Gordon), Norman Leavitt (Zoo Attendant), Jack Weston (Walt Dagget)

## The Crackup
- Prima televisiva: 28 ottobre 1958

### Trama
- Guest star: Evelyn Bunn (Barbara Ruckman), Gloria Henry (Joan Jackson), Malcolm Atterbury (Jed Kimbrough), Ellen Corby (Mrs. Kimbrough), Bruce Bennett (Riley Jackson), Evelyn Dunn (Barbara Jackson)

## The Ammonia Trap
- Prima televisiva: 4 novembre 1958

### Trama
- Guest star:

## The Chasm
- Prima televisiva: 11 novembre 1958

### Trama
- Guest star: Ralph Moody (Ollie), William Phipps (Jim)

## The Steel Mountain
- Prima televisiva: 18 novembre 1958

### Trama
- Guest star: Michael Dante (Mickey), Harry Dean Stanton (Skeets, Young Bum), Zachary Charles (Tommy), Raymond Hatton (Sam), Helene Stanley (Stevie), Chubby Johnson (Dakota), George Offerman Jr. (giornalaio)

## Find That Bomb!
- Prima televisiva: 25 novembre 1958

### Trama
- Guest star: Joey Fricano (Yacht Officer), Stanley Farrar (dottore Cole), Kenneth MacDonald (sceriffo No. 1), Jon Lormer (Motel Manager), Pat Silver (Kit Starky), Mike Connors (Joe Starky), Ernestine Barrier (Mrs. DeRand), Tony Dante (sceriffo)

## The Cave In
- Prima televisiva: 2 dicembre 1958

### Trama
- Guest star: Grace Field (Lucy Wilkins), Paul Davis (Intern), Frank Gerstle (Building Inspector), Paul Frees (Ted Dexter), Leonard Bremen (tassista), Will Wright (Ezra Wilkins)

## The Bells of Fear
- Prima televisiva: 9 dicembre 1958

### Trama
- Guest star: Eduardo Ciannelli (Ben Kopek), Russell Johnson (reverendo Friend), Paul E. Burns (Mathers), Joe Flynn (Doc Stacey)

## Danger! 20,000 Volts
- Prima televisiva: 16 dicembre 1958

### Trama
- Guest star: Robin Lory, Robert Cornthwaite, Melinda Byron (Stella Blanchard), John Pickard (Fred Blanchard), Terence de Marney (Ticket Clerk), John Wilder (Stanley Smith), Anne Gwynne (Martha Blanchard), Anne Bellamy, William Boyett, Barry Cahill, Sydney Smith

## The Scrap Iron Jungle
- Prima televisiva: 23 dicembre 1958

### Trama
- Guest star: Gregg Barton (camionista), Ray Walker (Al Durkin, Salesman), Larry Hudson (sceriffo), Hugh Sanders (Foreman), Rebecca Welles (Madge Keeley), Sue George (Candy Dale), Chuck Roberson (Crane Operator)

## Calamity Coach
- Prima televisiva: 30 dicembre 1958

### Trama
- Guest star: Booth Colman (Will Dorset / Dorton, Director), Douglas Kennedy (Tom Devlin), Bud Osborne (Buck Weaver, conducente della diligenza), Frank Leslie (Tod, 1St Assistant), Robert Lowery (Ric Carson), Jolene Brand (Linda Carson), Herman Hack (Attore)

## The Secret of the Mission
- Prima televisiva: 6 gennaio 1959

### Trama
- Guest star: Rafael Campos (Carlos), J. Pat O'Malley (padre Flynn)

## Trail by Fire
- Prima televisiva: 13 gennaio 1959

### Trama
- Guest star: James Best (Chad Curran), Edith Evanson (Mrs. Curran), Jess Kirkpatrick (sovrintendente), Tim Sullivan (Capo Battaglione)

## High Hazard
- Prima televisiva: 20 gennaio 1959

### Trama
- Guest star: Regina Gleason (Sandra Gale), Robert Clarke (Mark Stratton / Stanton), Jan Arvan (dottor Birdwell), Howard Wendell (Charlie Stratton / Stanton), Richard Bartell (tecnico di laboratorio)

## Rubber Gold
- Prima televisiva: 27 gennaio 1959

### Trama
- Guest star: Mike Mazurki (Rocky Coogan), Joe Turkel (Birdy Coogan), Roy Barcroft (Kolb), William 'Billy' Benedict (Happy)

## Flash Flood
- Prima televisiva: 3 febbraio 1959

### Trama
- Guest star: John Carradine (Craig Wilde), Virginia Christine (Millie Wilde), William Tannen (sceriffo), Robert Williams (tecnico)

## Initiation to Danger
- Prima televisiva: 10 febbraio 1959

### Trama
- Guest star: Tommy Ivo (Paul Cartwright), James Beck (Rocklin), Craig Stuart (dottor Cartwright), Les Johnson (Mahoney), Mike Mason (Interne)

## Disaster Town
- Prima televisiva: 17 febbraio 1959

### Trama
- Guest star: Jay North (Jimmy Mason), Craig Hill (Chuck Mason), Gail Kobe (Ellen Mason), Baynes Barron (Brown, Forestale)

## A Handful of Vengeance
- Prima televisiva: 24 febbraio 1959

### Trama
- Guest star: Daryn Hinton (Jenny Taggert), Steve Widders (Jeff Taggert), William Pullen (sceriffo), Henry Hunter (dottor Leonard), Harlan Warde (Jim Taggert), Anne Bellamy (Mary Taggert), Peter Brocco (Stephano), Jim Jacobs (vice sceriffo)

## Forty Five Fathoms, Dead or Alive
- Prima televisiva: 3 marzo 1959

### Trama
- Guest star: Don Durant (Norris Pauson), John Archer (Fred Pauson), Robert Whiting (Interne), Ann McCrea (Janet Pauson), Alan Reynolds (Henry Garvin)

## Children of the Sun
- Prima televisiva: 10 marzo 1959

### Trama
- Guest star: Louise Lorimer (Mrs. Curtis), James Griffith (Ramases), Ken Mayer (tenente Edward Gomez), Kay E. Kuter (Hathor), Mel Marshall (pompiere)

## International Incident
- Prima televisiva: 17 marzo 1959

### Trama
- Guest star: Lou Krugman (Panda Lal), Ernest Sarracino (Namel Pasha), Vito Scotti (Dal Singh), John McKee (ufficiale Marty Gray), Denver Pyle (sergente Frank Hogan), Robert Cabal (principe Raj Tamal), Jacqueline Holt (Nora Hogan)

## Nine Minutes to Live
- Prima televisiva: 24 marzo 1959

### Trama
- Guest star: Howard Wright (Clem Higgins), Frank Ferguson (Sam Barston), Jean Howell (Charlotte Ramsey), Bert Remsen (Andrew Ramsey), Charles Bateman (vicesceriffo Vic Marsh)

## No Trespassing
- Prima televisiva: 31 marzo 1959

### Trama
- Guest star: Richard Rust (Ronald Henshaw), Patricia Blair (Jane Henshaw), Jason Johnson (Clem Henshaw), Irving Mitchell (dottor Grayson)

## Three Men in a Vault
- Prima televisiva: 7 aprile 1959

### Trama
- Guest star: G. Pat Collins (Bingo), James Anderson (Trig), Joe Haworth (Deputy), Harry Strang (O'Malley), John Alvin (Albert Crotty), Mary Alan Hokanson (Jane Salter), Edward Earle (Mr. Dixon)

## Walking Death
- Prima televisiva: 14 aprile 1959

### Trama
- Guest star: John Hart (Mister Thomas), Bob Faust (Donovan), David McMahon (Clancy, deputy), Lee Roberts (dottore), Johnny Seven (Ralph Blaikey), Renata Vanni (Rosa Paychek), Gertrude Astor (infermiera)

## Tower of Hate
- Prima televisiva: 21 aprile 1959

### Trama
- Guest star: Irma Hurley (Hilda Miller), Jack Kruschen (Heinrich Schmidt), Dale Van Sickel (Work Supervisor), Charles Maxwell (Police Sergeant), Ross Elliott (Bill Miller), Quintin Sondergaard (guardia all'ingresso)

## Danger in Paradise
- Prima televisiva: 28 aprile 1959

### Trama
- Guest star: Rayford Barnes (Tim Cord, Security Chief), Earle Hodgins (Jake Dugan), William White (Jeff Morse, guardia), Robert Nash (T. S. Whitestone), Suzanne Lloyd (Marge Morgan), William Swan (Pete Wilson), Robert Sorrells (cliente)

## Hour of Rage
- Prima televisiva: 5 maggio 1959

### Trama
- Guest star: Jim Drum (Jim Martin, deputy), Anna Lee Carroll (Thelma Dirkus), Tom McKee (Tucker), Robert Carson (Walker, editore), Harry Landers (Johnny Dirkus), Robert Whiting (Interne)

## If the Bough Breaks
- Prima televisiva: 12 maggio 1959

### Trama
- Guest star: Robert Patten (tenente Jack Gibney), Sally Fraser (Dot), Stewart Nedd (Tree Surgeon), Richard Davies (ammiraglio Gibney), Emerson Treacy (Charlie), Hope Summers (Dora), Robert Whiting (Interne)

## High Pressure
- Prima televisiva: 19 maggio 1959

### Trama
- Guest star:

## One More Step
- Prima televisiva: 26 maggio 1959

### Trama
- Guest star: Nolan Leary (poliziotto), Chuck Webster (Mr. Vogel), Francine York (receptionist), Rita Duncan (cameriera), Kaye Elhardt (Melinda Stark), Tracey Roberts (Rose Remson), Wally Cassell (Johnny French), Voltaire Perkins (Mr. Stark), Sally Todd (ragazza)

## Left Hook to Hades
- Prima televisiva: 2 giugno 1959

### Trama
- Guest star: Lester Maxwell (Terry Evans), Cece Whitney (Selma Evans), Frankie Van (Referee), Bill Hale (Watchman), Barry Russo (Lou Evans), Walter Burke (Mike Thompson), David Halper (ragazzo)

## The Trap
- Prima televisiva: 9 giugno 1959

### Trama
- Guest star: Sydney Smith, Robin Lory, Peggy Maley (Cora Williams), Jean Howell (Jane Dobkin), Anne Bellamy, William Boyett, Barry Cahill, Robert Cornthwaite, Earl Hansen, George Eldredge (Civil Defense Man), Hal Smith (Mac), Terry Becker (Fred Dobkin), James Philbrook (Hank Williams), Herman Hack (lavoratore)

## Death for Hire
- Prima televisiva: 16 giugno 1959

### Trama
- Guest star: Michael Vallon (Prof. Maldonado), Naomi Stevens (Angela), Barry Brooks (Fisherman), William White (Deputy), Natividad Vacío (Gino), Joseph Vitale (Rocha), Larry Chance (Torres), John Eller (Interne)